# M-AESA
M-AESA, akronym för multimod-aktivt elektroniskt styrd antenn, är en radar, ett telekrig och ett kommunikationssystem under utveckling av Saab Microwave Systems AB, Selex Sistemi Integrati S.p.A och Elettronica S.p.A på uppdrag av den svenska och Italienska försvarsmakten. Målet är att skapa ett system som kan användas överallt, på flygplan, på fartyg och på marken. Den ska klara olika uppgifter, allt från vanlig flygtrafikledning till avancerad underrättelseinhämtning i internationell miljö.